# Hemicycla paeteliana
Espèce
Synonymes
- Helix paeteliana L. Pfeiffer, 1859[1]

Statut de conservation UICN

 CR B2ab(iii) : 
En danger critique
Hemicycla paeteliana est une espèce de gastéropodes de la famille des Helicidae et du genre Hemicycla. Endémique de la péninsule de Jandía, sur l'île de Fuerteventura aux îles Canaries (Espagne), l'espèce est considérée comme en danger critique d'extinction par l'UICN qui l'a placée sur sa liste des 100 espèces les plus menacées au monde en 2012. Elle survit notamment dans le parc naturel de Jandía.